# Adorable Julia (film, 1962)
Pour les articles homonymes, voir Adorable Julia.
Pour plus de détails, voir Fiche technique et Distribution.
Adorable Julia (titre autrichien : Julia, du bist zauberhaft) est film franco-autrichien réalisé par Alfred Weidenmann, sorti en 1962. Il fut sélectionné lors du Festival de Cannes 1962.

## Synopsis
Le film est une adaptation du roman de William Somerset Maugham intitulé La Comédienne (en), publié en 1937.
Julie, habituée à l'admiration, n'est pas tourmentée par l'admiration que lui porte le nouveau comptable de son mari. Julia est passionné par le théâtre. Michel, son mari et impresario, ne prend pas au sérieux la ténacité de son comptable jusqu'à ce que Julia lui demande d'engager une amie de son comptable. Julia est par ailleurs suspectée de pratiquer la prostitution. 

## Fiche technique
- Titre : Adorable Julia
- Titre original : Julia, du bist zauberhaft
- Réalisation : Alfred Weidenmann
- Scénario : Eberhard Keindorff, Johanna Sibelius
- Dialogues : Pascal Jardin
- Production : Alfred Stöger, Alf Teichs
- Musique : Rolf Wilhelm
- Photographie : Werner Krien
- Montage : Renate Jelinek
- Décors et costumes : Pierre Balmain
- Pays d'origine : France, Autriche
- Format : Noir et Blanc - 1.37 - Mono
- Genre : Comédie
- Durée : 97 minutes
- Dates de sortie :
  - France : Mai 1962
  - Allemagne de l'Ouest : 10 août 1962
  - États-Unis : 7 avril 1962

## Distribution
- Lilli Palmer : Julia Lambert, une actrice de renom, la femme de Michael
- Charles Boyer : Michael Gosselyn, son mari et metteur en scène
- Jean Sorel : Tom Fennel, un jeune expert-comptable qui devient l'amant de Julia
- Jeanne Valérie : Avice Crichton,une amie de Tom qui va faire ses débuts sur les planches aux côtés de Julia
- Ljuba Welitsch : Dolly de Fries
- Tilly Lauenstein : Evie, la bonne de Julia
- Charles Régnier : Lord Charles Tamerly
- Thomas Fritsch : Roger, fils de Julia

## Distinctions

### Récompenses
- Festival de Cannes 1962 : Nomination pour la Palme d'or
- Deutscher Filmpreis 1966 : Nomination pour Lilli Palmer dans la catégorie Meilleure actrice